# Elena, Regină-Mamă a României
Regina mamă Elena a României (la naștere „Principesă a Elenilor și de Danemarca”, n. 2 mai 1896, Atena, Regatul Greciei – d. 28 noiembrie 1982, Lausanne, Elveția) a fost soția viitorului Rege Carol al II-lea al României) și mama Regelui Mihai I al României.
Născută în familia regală a Greciei, s-a căsătorit cu principele Carol al II-lea în anul 1921, dând în același an naștere Principelui Mihai I. După ce la sfârșitul anului 1925 Carol al II-lea a rămas în străinătate cu amanta sa, Principesa Elena a divorțat și s-a ocupat de educația fiului ei, devenit moștenitorul tronului. În timpul primei domnii a Regelui Mihai (1927-1930), Carol al II-lea. s-a reîntors în România  uzurpând tronului fiului său (la 8 iunie 1930) și, Elena a pierdut controlul legal asupra copilului său, fiind supusă unei campanii de șicane din partea lui Carol, drept la care ea a părăsit România stabilindu-se la Vila Sparta din Florența (1932), cu permisiunea să își vadă fiul 2 luni pe an.
După ce l-a eliminat pe Regele Carol al II-lea, generalul Ion Antonescu i-a cerut Elenei să se întoarcă în țară, unde i-a acordat, în septembrie 1940, titlul de Regină mamă și apelativul Majestate. Elena a devenit cel mai apropiat consilier și confident al Regelui Mihai. Puterea în stat era deținută în totalitate de dictatorul Ion Antonescu, care a dezlănțuit un genocid împotriva minorității evreiești. Regina Elena a reușit, prin intervenții pe lângă acesta, să salveze și să amelioreze soarta multor persoane, meritul fiindu-i recunoscut mai târziu de Israel care  i-a conferit Cetățenia de Onoare și titlul de „Drept între popoare”. În anul 2021 primăria orașului israelian Petah Tikva a inaugurat o piațetă în memoria reginei-mamă Elena a României.
În urma loviturii de stat de la 23 august 1944, dictatura antonesciană a fost înlocuită (după trei scurte guverne constituționale) de dictatura Partidului Comunist din România, monarhia fiind tot mai izolată. Regelui Mihai i s-a pretins să abdice și să-și părăsească țara și Elena a împărtășit soarta fiului ei, trăindu-și restul vieții în exil, la Florența de unde, din cauza sănătății precare s-a mutat la Lausanne, apoi la Versoix. Regina Elena a ținut un jurnal, care nu a fost publicat până în prezent (Porter 2005. ).
La 18 octombrie 2019, rămășițele ei au fost aduse din Elveția în România, unde, a doua zi, pe 19 octombrie, a fost reînhumată la Noua Catedrală Arhiepiscopală și Regală de la Curtea de Argeș.

## Genealogie
Principesa Elena a Elenilor era fiica principelui Constantin (viitorul rege Constantin I al Elenilor) și a principesei Sofia a Prusiei. Constantin era fiul lui George I al Greciei și al marii ducese Olga a Rusiei. Sofia a Prusiei era fiica împăratului german Frederic al III-lea, căsătorit cu principesa Victoria, fiica reginei Victoria a Marii Britanii.

## Copilărie

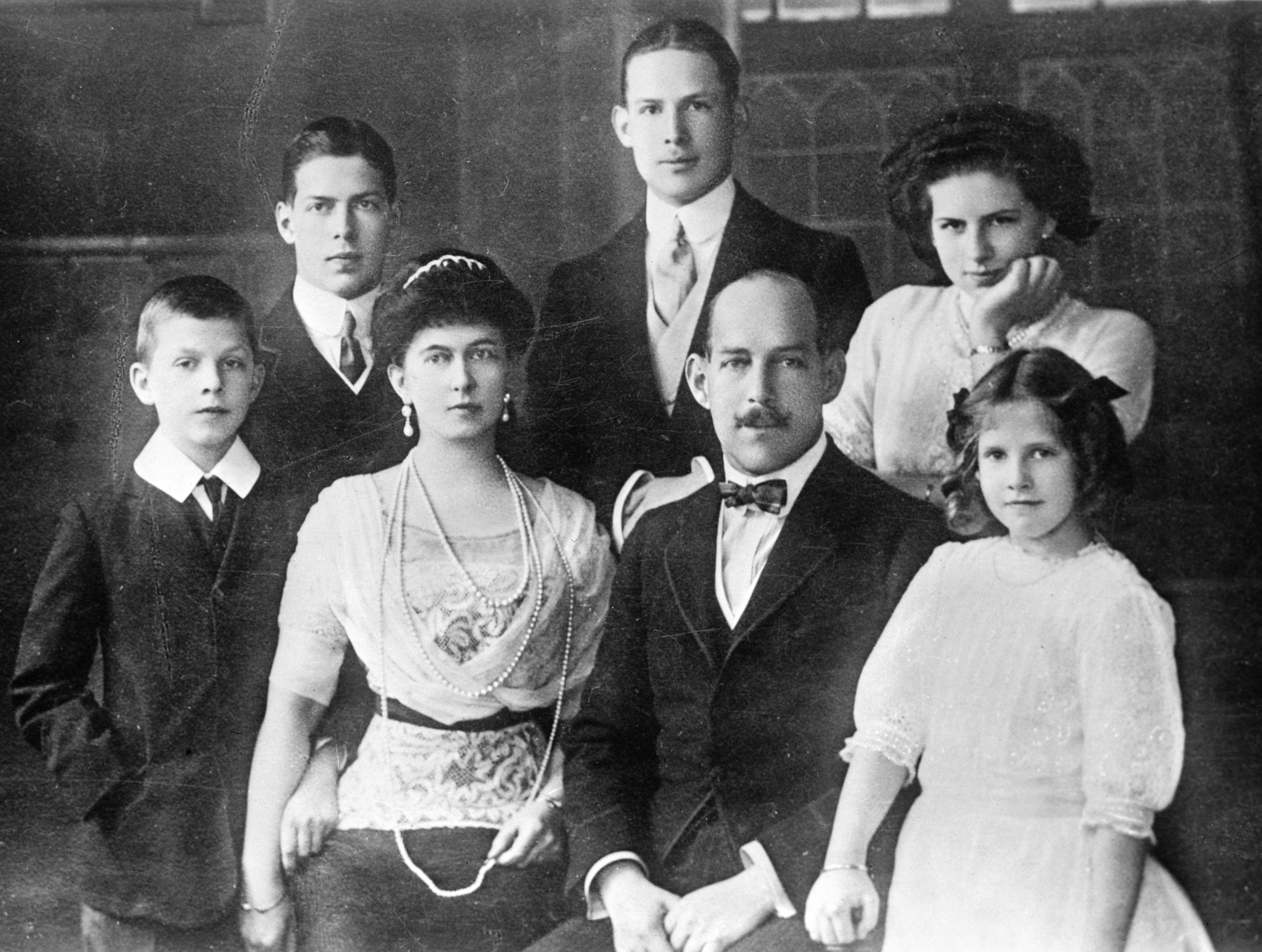
Constantin I al Greciei și familia sa. Elena este în rândul de sus. La stânga sa sunt frații George și Alexandru; în rândul de jos, de la stânga: Paul, regina Sofia, regele Constantin I și Irina.

Elena s-a născut la 3 mai 1896 la Atena, iar la naștere a avut titlul de prințesă a Greciei și a Danemarcei. A avut trei frați, George, Alexandru și Paul și două surori, Irina și Ecaterina. Ea a fost fiica cea mai mare a lui Constantin I și Sofia. În copilărie a fost crescută de o guvernantă englezoaică (Miss Nicholls) și a avut drept servitoare pe o țărancă Rosa, care avea să îi rămână în serviciu decenii întregi. Din copilărie a purtat porecla Sitta, consecință a încercărilor fratelui ei mai mic Alexandru de a pronunța cuvântul englezesc „sister” (română soră). Copilăria și-a petrecut-o în Atena, vlăstarele familiei regale a Greciei părăsind arareori împrejurimile capitalei  — din cauza condițiilor proaste din Grecia  — cu excepția călătoriilor pe iahtul regal Amphitriti și a vizitelor în Germania, la văduva împăratului Frederic al III-lea . În copilărie, Elena a fost foarte apropiată de fratele ei Alexandru, care era de vârstă apropiată. Începând cu vârsta de 8 ani, a frecventat școli de vară în Marea Britanie, inițial la Seaford și mai apoi la Eastbourne.
Deși a avut o copilărie pe care în biografie o descrie ca fiind de basm, a avut neșansa de a trăi într-un moment istoric în care marile dinastii regale se prăbușeau sub presiunea nazismului sau a comunismului. A fost martoră la abdicarea forțată a tatălui, a soțului, a fratelui și a fiului ei.

## Primul exil și Primul Război Mondial
La vârsta de 14 ani, Elena a ajuns pentru prima dată în exil, după o tentativă de lovitură militară menită a-l pune pe tron pe tatăl ei în dauna bunicului; s-a hotărât ca principele Constantin să petreacă un an cu familia sa în exil. După ce a luat capăt această perioadă și familia s-a întors la Atena, capitala s-a preschimbat într-un centru de activități militare, odată cu războiul cu Turcia: principele Constantin s-a remarcat în calitatea de conducător victorios, însă în cursul evenimentelor a avut loc asasinarea regelui George, la Salonic.
După încoronarea tatălui ei, Elena a vizitat pentru prima dată țara, din care până atunci cunoscuse doar Atena, Corfu și câteva orașe mai mari. Împreună cu regele și principele Alexandru a vizitat câmpurile de luptă macedonene.
În mai 1915, regele Constantin s-a îmbolnăvit foarte grav, fiind pentru mult timp în stare septică și inconștient; la insistențele poporului, icoana făcătoare de minuni de pe insula Tinos a fost adusă la palat, Elenei revenindu-i să o țină în apropierea bolnavului; într-adevăr tatăl ei și-a revenit la conștiință, evenimentul lăsând o amprentă puternică asupra principesei, a cărei credință avusese până atunci  — în relatarea biografului ei Gould Lee  — un caracter mai degrabă formal decât profund.
De la începutul Primului Război Mondial, regele Constantin se poziționase împotriva ideii ca Grecia să pornească într-o întreprindere aventurieră, cum dorise premierul Eleftherios Venizelos. Cu sănătatea slăbită de boala recentă, regele a intrat pe mâna propagandei de război a englezilor și francezilor, care puneau ținuta sa pe așa-zisa lui simpatie pro-germană, dorind cu orice preț atragerea Greciei de partea lor în război. Această campaniei a avut un efect dublu asupra principesei, punând-o în primul rând în fața adevărului că viața nu este ordonată după concepții etice despre bine și rău, iar în al doilea rând prin faptul că a întărit solidaritatea în sânul familiei. Familia regală primea adesea scrisori de amenințare, care s-au materializat în incendiul care a distrus reședința de la Tatoi, produs de mână umană; Elena și Alexandru nu au fost de față, întorcându-se de pe insula Spetzai.
În august 1916 Venizelos a început cu ajutor francez războiul civil, ocupând orașul Salonic și punându-se în fruntea unui guvern provizoriu. La 1 decembrie 1916, un contingent francez de cca. 3000 de soldați a debarcat la Pireu, cu scopul de a prelua controlul Atenei.  Într-un incident care a avut loc în Parcul Zappeion din fața palatului, principesa Elena a fost în primejdie de moarte: în fața palatului avusese loc o bătălie între trupele loiale regelui și francezi; aceștia din urmă înconjurați, regele a dat ordinul ca focul să înceteze. Ieșind să verifice ce se întâmpla, au izbucnit din nou focurile, iar principesa a deschis ușa către grădină, speriată că tatăl ei este în pericol, însă în jurul ei zburau gloanțe, ea fiind salvată de garda personală de corp a regelui, care a luat-o pe sus înapoi în clădire.

## Al doilea exil
Atena a fost bombardată de flota franceză, familia regală aflându-se în pericol de moarte când obuzele au început să lovească în palat și în curtea palatului. S-a impus un embargou economic, care deși a înfometat populația, nu a reușit să diminueze simpatia populației față de familia regală. În cele din urmă, la 11 iunie 1917, regele Constantin a fost forțat să abdice sub presiunea unui nou bombardament asupra Atenei, rege fiind numit fiul său Alexandru. Astfel a început al doilea exil al principesei Elena, familia regală a Greciei stabilindu-se în Elveția, Lucerna
În exil, viața Elenei și a familiei regale grecești a fost marcată de atitudinea rece față de fostul rege, pe de o parte, și de lipsurile financiare, pe de alta. În 1918, în timp ce regele Alexandru era în Paris în legătură cu negocierile de pace, Elena a încercat să îi telefoneze, însă a fost refuzată de unul din ofițerii din anturaj.

### Întâlnirea cu principele moștenitor Carol al II-lea al României (1920)
Anul 1920 a fost bogat în evenimente, principele George, fratele Elenei, avea să se căsătorească cu principesa Elisabeta a României. Principele moștenitor Carol, care se întorcea dintr-o călătorie în jurul lumii, aranjată de mama lui după anularea mariajului său morganatic cu Zizi Lambrino, urma să îl însoțească pe George în România, iar Elena și Irina au fost invitate de regina Maria a României să viziteze Bucureștiul, întrezărindu-se posibilitatea unui mariaj cu Carol. Deși Elena nu și-ar fi dorit de fapt să răspundă invitației: „Exilul ne silise să trăim foarte izolați și nu ne era ușor să ieșim în lume și să ne facem prieteni”, regele Constantin a hotărât ca fiica lui să accepte: „Vreau să te duci ca să vadă lumea că, deși eu sunt tratat ca un paria, copiii mei sunt bine văzuți.” În timpul călătoriei, Carol a fost discret, rezervat, nu arăta vreun interes special față de principesă.  

Într-o scrisoare de la Marea Ducesă Maria Alexandrovna, bunica lui Carol și mama reginei Maria, va scrie de la Zürich: 
„Pare foarte fericit aici (cu referire la Carol), s-a împrietenit cu George, care a petrecut câteva zile cu noi și este foarte fericit că va merge la tine. Ai avut o idee foarte bună să le înviți și pe surorile lui, dar sunt uimită că li s-a permis să meargă, căci îmi imaginam că vor întâmpina opoziție. Dar faptul că se plictiseau de moarte la Lucerna și își doreau să scape de acolo a fost, cred un bun pretext să le lase să călătorească după aproximativ trei ani în care au fost închise în Elveția. Dacă pe Carol l-ar interesa fermecătoarea Sitta, ar fi un adevărat noroc, dar nu trebuie să îndrăznim prea mult.”
De asemenea momentul întâlnirii cu principele moștenitor va fi consemnat în jurnalul politicianului Constantin Argetoianu:  "Debarcat în Europa, prințul s-a oprit la Lucerna să facă o vizită Familiei Regale Grecești- vizită pusă la cale de Regina Maria în scop de <vedere> căci fetele Regelui Tino (apelativul regelui Constantin I) erau una mai frumoasă ca alta și așa de bine crescute și așa de bine înrudite cu toate casele domnitoare. Stătut cum era, Carol s-a aruncat pe Elena și după trei zile a <carambolat-o>."  De altfel politicianul mai adaugă că prințul o uitase pe Zizi Lambrino și că de la Lucerna îi va scrie într-o scrisoare de adio: "Întorc o pagină nouă în cartea vieții mele". 
În toamna anului 1920 a fost pentru prima oară când principesa Elena a vizitat România împreună cu sora ei, unde au fost foarte bine primite de către regele Ferdinand și regina Maria. Elena era prezentabilă, înaltă, brunetă, cu o fire plăcută, cu gropițe în obraji și un zâmbet fermecător care îi atrăgea pe cei din jur. A stârnit imaginația artistică a prințesei Martha Bibescu care, după ce le-a întâlnit pe ea și pe sora ei, a scris că: "fețele și trupurile lor aminteau întocmai de statuile celui mai frumos muzeu din lume, cel de pe Acropole."

Principesa Elena și principele moștenitor Carol

Pe 25 octombrie, în timpul vizitei în România, Elena primește vestea morții fratelui său Alexandru la Atena, și este forțată să scurteze călătoria. În aceeași perioadă Marea Ducesă Maria Alexandrovna se stinge din viață la Zürich. Maria pleacă la înmormântare cu trenul regal și îi ia împreună cu ea pe George, Elena, Carol și Irina. Aici Carol începe să își arate adevăratele sentimente față de principesă. 
În urma funeraliilor de la Coburg, la scurt timp după ce au revenit la Zürich, Carol îi cere mâna Elenei. Tatăl ei, regele Constantin, este de acord și mai degrabă chiar încurajează acest act, pe când mama Elenei, Sofia, rămâne rezervată. Elena va accepta această căsătorie: "A mă căsători cu Carol și a trăi în România...îmi părea, în acele zile de doliu, ca o eliberare." După cum scria Paul Quinlan, la acel moment „valoarea” lui Carol pe piața mariajelor regale era scăzută, în urma escapadei lui scandaloase, așa că regina Maria a fost încântată de aranjamentul realizat.De asemenea, pentru Elena, revenirea în Grecia nu mai era un eveniment de care să se bucure odată cu moartea fratelui său, Alexandru I al Greciei.Toate amintirile din țara copilăriei sale, i-ar fi făcut mai mult rău decât bine. Așa că principesa, vulnerabilă așa cum era, se lasă prinsă în mrejele prințului Carol și poveștii de dragoste din trenul care gonea atunci spre Elveția. "Mă simțeam atrasă de el și în timp eram sigură că m-aș fi putut îndrăgosti de el."
Din momentul în care principesa se logodește cu Carol, el îi va trimite lui Zizi Lambrino o telegramă acidă: "Da, biata mea micuță, este adevărat că m-am logodit și că logodnica mea este o prințesă. Asta este atât de potrivnic principiilor mele că eu însumi sunt cel mai mirat...Am găsit pe cineva care poate să mă înțeleagă și cu care împărtășesc aceleași idei despre viață. Ea a acceptat să fie consolarea unei inimi profund rănite."

## Principesă moștenitoare

### Căsătoria cu principele Carol
După moartea regelui Alexandru al Greciei, Venizelos a organizat un plebiscit, punând poporul grec să aleagă între el și Constantin. Rezultatul a fost copleșitor în favoarea fostului suveran, care s-a întors cu Elena și restul familiei la Atena. Nunta lui George cu Elisabeta și a lui Carol cu Elena au avut loc în Atena, în decurs de o săptămână, lucru pentru care s-a cerut o dispensă de la Biserica Ortodoxă, întrucât nunțile de frate și soră dintr-o familie cu o soră – respectiv un frate din altă familie trebuiau conform canonului ortodox să aibă loc simultan, însă regina Maria dorea să participe la amândouă. Mariajul a avut loc la 10 martie 1921.

Detalii despre nunta lor se regăsesc între paginile din Însemnările reginei Maria:
"Mi-a plăcut Atena la prima vedere și am fost încântată de vegetația ei sudică, portocale în pomi, palmieri, chiparoși, arbuști de piper, pini-umbrelă, aloe, cactuși. Îmi place sudul. Orașul e înconjurat de dealuri stâncoase. (...) Ne-am dus cu mașina spre Palatul Regal, o clădire foarte frumoasă cu un hol minunat de marmură albă și cu un covor albastru închis de extraordinar efect.
Aici am fost întâmpinați de membrii mai tineri din familie. Am uitat să spun că Sitta se simțea rău și ne-am întâlnit abia acolo. Arată foarte înfloritoare și foarte drăguță, dar mi-a părut mai puțin robustă ca atunci când am văzut-o ultima dată. (...) Ceaiul de la palatul lui Tino (apelativul regelui Constantin I), după care a urmat o scurtă ceremonie la biserică pentru schimbarea verighetelor. Este o parte a ceremoniei de căsătorie, dar se pare că a fost separată de restul din cauză că Sitta nu se simțea bine și s-a hotărât să fie scurtat serviciul divin de mâine. Carol se simte cu adevărat acasă, e clar că el vede lumea doar prin ochii Sittei. (...) Tot ce pot face să protejez fericirea acestor doi tineri, voi face. (...)
Da, multe, multe gânduri îmi treceau prin minte în timp ce stăteam acolo, Carol și iubita lui soție în fața mea, jurându-și unul altuia dragoste și fidelitate...dragoste și fidelitate...mulți își promit unul altuia aceasta- fie ca ei să o păstreze cât de mult pot, aceasta e ruga mea, atât de mult cât pot, voi face tot posibilul ca viețile lor să fie ușoare și însorite, dar fiecare om este arbitrul propriului destin, el singur își poate crea șansele în viață." Miercuri 9 martie 1921, Atena
În momentul căsătoriei, principesa Elena poartă pe cap tiara cu motive grecești, o piesă unicat cu o istorie interesantă. Tiara este o bijuterie rusească a Romanovilor și a aparținut inițial marii ducese Victoria Melita. Soțul ei, marele duce Kiril Vladimirovici al Rusiei, vărul țarului, i-a dăruit-o în momentul căsătoriei. După căderea Imperiului Rus și revoluția din 1917, Victoria a fost nevoită să fugă în exil și să își vândă bijuteria (împreună cu alte bijuterii de valoare). Tiara a fost cumpărată ulterior de regina Maria, sora Victoriei, care dorea să își completeze bijuteriile, un aranjament avantajos reciproc. La rândul său, Maria i-a dăruit-o nurorii sale. Apoi Elena a dăruit-o principesei Anna de Bourbon-Parma la căsătoria sa cu regele Mihai din 1948. Diadema grecească este una dintre ultimele bijuterii ale familiei regale române. În prezent este purtată de de Majestatea Sa Margareta, Custodele Coroanei, atunci când reprezintă Casa Regală din România.
Regina Maria continua următoarea zi, pe 10 martie să relateze despre eveniment, cu o mare admirație pentru apariția principesei:
"Sitta era adorabilă, într-o rochie de satin lungă și cu un voal frumos de dantelă cu volane, oferit de orașul București. Ea și-a pus, de asemenea diadema noastră cu diamante, care îi încântă inima, cu siguranță este cel mai frumos lucru pe care îl are. Era dulce și drăguță, calmă și senină, cu totul diferită de stilul Lisabetei (apelativ pentru Elisabeta a Greciei), mai puțin grațioasă, mai puțin o apariție legendară, având însă tot ce ți-ar putea dori inima." 
Nivelul de securitate în contextul căsătoriei celor doi a atins cote maxime, pentru ca nimeni să nu tulbure liniștea pe parcursul desfășurării actului, în special vreo posibilă apariție a doamnei Zizi Lambrino. Iar aceasta, contrat așteptărilor, nu a încercat să disturbe sau să se prezinte în timpul ceremoniei.
În volumul pe care i-l consacră, istoricul francez de origine română Lilly Marcou menționează faptul că principele Carol i-ar povestit viitoarei sale soții despre istoria iubirii cu Lambrino, iar această mărturisire a sensibilizat-o pe principesă, făcând-o să se aproprie mai mult de el. Din această perspectivă începutul iubirii lor a debutat și sub semnul acestei înțelegeri și al unui soi de prietenie complice.
La ceremonie au participat cele două familii regale și peste 80 de invitați oficiali veniți din toate părțile țării să o vadă pe Elena, în special pentru faptul că era prima principesă a Greciei care se căsătorea la Atena. 
Așadar, a fost o nuntă princiară, somptuoasă, într-un mirific peisaj mediteraneean, înconjurat de leandri și chiparoși, cu miri extrem de îndrăgostiți unul de celălalt, cu o mireasă superbă purtând pe cap o tiara cu diamante și un mire înalt și mândru de alegerea sa, cu alte cuvinte ingredientele unei povești de iubire care nu prevestea nimic în acel moment despre turnura nefericită pe care aveau să o ia lucrurile peste doar patru ani.
După căsătorie, cuplul a petrecut o săptămână la Tatoi și două la Atena, după care cei doi miri au plecat via Constantinopol spre România, unde li s-a făcut o întâmpinare triumfală, în prezența regelui Ferdinand, reginei Maria, prim-ministrului, a patriarhului, reprezentanții partidelor politice și alte câteva mii de oameni. Noul cuplu princiar nu s-a instalat într-o aripă a Palatului Regal de la București, ci au locuit inițial două săptămâni în apartamentul în care copilărise Carol la Cotroceni, însă principele moștenitor a dorit să se sustragă controlului părinților, motiv pentru care au primit permisiunea regală să se mute la Castelul Foișor, din Sinaia, care nu mai fusese locuit de la moartea reginei Elisabeta a României (1916). Momentul a reprezentat mai mult decât lărgirea familiei regale a României, întrucât toată clasa politică vedea în gestul principelui de coroană Carol începutul stabilității.

## Primii ani ai căsniciei

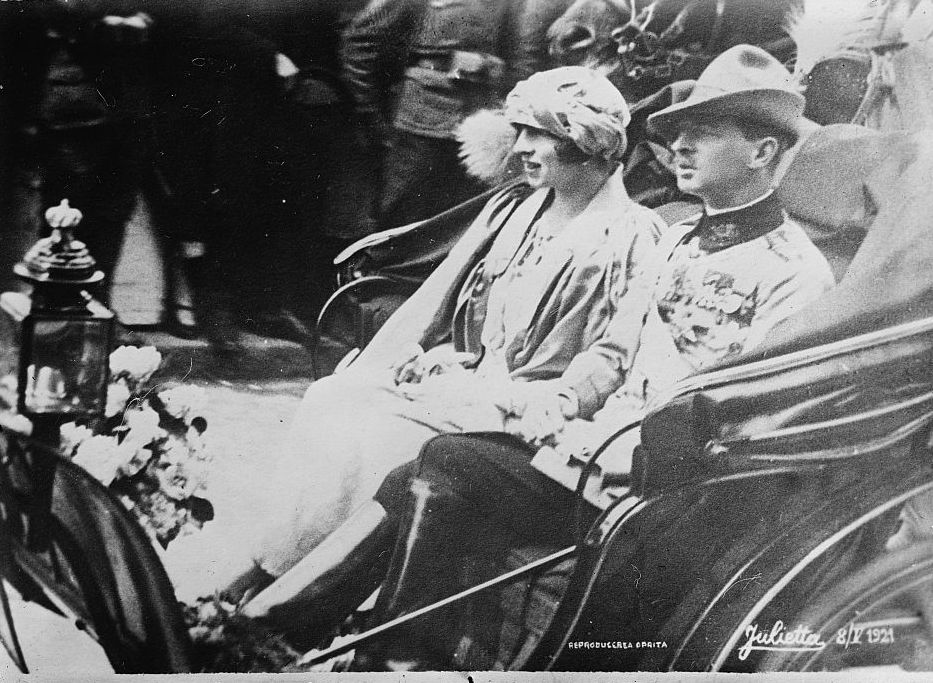
Principele moștenitor Carol și principesa Elena -carte poștală (1921)

Cu ocazia sosirii în țară a perechii proaspăt căsătorite s-a realizat o carte poștală, cea cu Elena și Carol în trăsură, menită să facă cunoscută populației acest eveniment; a circulat într-un tiraj foarte mare în toate orașele mari ale țării. Ovațiile și felul în care au fost primiți lăsau să se înțeleagă că glasul colectiv a trecut cu vederea escapadele precedente ale lui Carol. De asemenea, proaspăta mireasă este încântată de frumusețea României și este izbită de diferențele dintre aceasta și țara ei: „Biata Grecie, mică și distrusă de atâția ani de suferință. Ce deosebită este această Românie plesnind de bunăstare și deja vindecată de rănile recentului război.” Tot așa Principesa Elena continuă să observe diferențe între viața pe care o dusese până atunci, cu obișnuințele de la Palatul Cotroceni: "viața cotidiană se desfășura cu mult mai mult fast și bogăție decât la Atena, unde atmosfera noastră era simplă. Acasă mesele aveau rol strict în familie, pe când la mesele de aici participau întotdeauna câțiva membri ai Curții, precum și numeroși musafiri." 
Vara anului 1921 este cea mai frumoasă vară pe care cuplul regal o petrece împreună și este și cea mai fericită perioadă a mariajului lor. Elena își petrece diminețile renovând Foișorul, pe care îl găsește încântător datorită farmecului lui desuet, iar Carol merge să facă manevre cu soldații săi sau se preocupă de colecția sa de timbre. Între timp Casa Regală achiziționează Palatul Kiseleff ca viitoare locuință a celor doi.
Un paragraf dintr-o scrisoare trimisă doamnei St. John, atunci când s-au mutat la Castelul Foișor din Sinaia, arată din nou cât de impresionată este Elena de noua sa țară: "Locul (Sinaia) în care locuim acum este asemănător cu Saint-Moritz (stațiune montană din Alpii elvețieni, supranumită "raiul schiorilor"). Aerul este curat, iar pădurile sunt impresionante, este o binecuvântare. Cred că momentul nașterii va avea loc aici, pentru că îmi este teamă că locuința din oraș nu va fi gata la timp."

### Nașterea principelui Mihai I
La 25 octombrie 1921, principesa Elena l-a adus pe lume pe Mihai, la Castelul Foișor. Nașterea a fost prematură și foarte dificilă, viața mamei și copilului fiind în pericol. Principesa Elena a fost asistată de prof. dr. Louros (medicul Familiei Regale a Greciei, trimis de regina Sofia), de doctorița Manicatide-Veners și de doctorul Romalo (medicul personal al regelui României) precum și de însăși regina Maria care-i va administra cloroform. Starea pruncului este descrisă prin calificativul „destul de satisfăcătoare”. Din cauza complicațiilor, Elenei i s-a recomandat să nu mai poarte altă sarcină.
 

Regina Maria va relata în jurnal cu multă emoție momentul nașterii nepotului său: 
"Timpul trece și Sitta suferea. Din acel moment și până la 7.30, când micul Mihai s-a născut, n-am părăsit-o pe sărmana mea Sitta nicio clipă. A fost o luptă teribilă. În cele din urmă Louros a trebuit să forțeze nașterea, care din cauza "albuminei" ei îl îngrijora foarte tare. N-am asistat niciodată la ceva așa de înspăimântător. Copilul a fost scos pur și simplu, eu însămi i-am administrat Sittei cloroform și i-am ajutat pe doctori pe post de moașă. Am fost teribil de emoționată, dar slavă Domnului că pot întotdeauna să-mi păstrez calmul în situații de urgență. Dar când în final copilul a fost scos ( în acel moment eu o țineam pe biata Sitta de un picior), l-am auzit țipând și am văzut că e băiat, am simțit cum mi se umplu ochii de lacrimi și l-am sărutat pe bătrânul Louros, care fusese foarte iscusit în supravegherea acestei sarcini dificile. La un moment dat, ne-am temut groaznic cu toții că nu va supraviețui copilul și nu puteam suporta acest gând, mai ales pentru ea, dar și pentru noi, pentru Carol; Dumnezeu a fost însă milostiv. 
Sentimentul că sunt bunică s-a trezit imediat în mine, deși Mihai a venit pe lume mai devreme. Consider că e o frumusețe de copil și sunt sfâșiată între mila mea pentru Sitta și încântarea mea față de mica ființă. Am fost într-un permanent du-te vino între cei doi. La început, întrucât Sitta fusese adormită, ea nici nu știa că a născut un fiu.
În momentul în care am putut să plec de lângă ea m-am dus la Carol și, în întuneric, ne-am îmbrățișat în tăcere, iar eu am plâns puțin pe umărul său, pentru că aveam sentimentul că și eu trecusem printr-o luptă, o luptă teribilă! Ah! După aceea, ce ușurare, ce bucurie, bucuria tuturor că era băiat, că ea era în afara oricărui pericol, că se terminase perioada ei proastă, ea, care suferise atât de mult sărmana!" Marți, 25 octombrie 1921, Sinaia
Așadar, un prim an frumos în viața cuplului, din păcate singurul în care lui Carol pare să îi pese cu adevărat de principesa Elena, anul în care fotografiile îi arată zâmbind, unul lângă altul, în atitudini neoficiale și empatici.

### Declinul mariajului
Mariajul a fost pus sub presiune de călătoriile Elenei pentru a-și vedea tatăl, care fusese detronat și exilat din nou. În cea mai mare parte a acestui timp, principele Carol a rămas în țară. Asupra apropierii dintre soți s-a repercutat negativ și prezența constantă în viața Elenei a surorii ei Irina. După moartea lui Constantin, Irinei i s-a adăugat și mama lor, Sofia.
Pe 29 ianuarie 1922 Elena pleacă pentru prima dată cu principele Mihai spre Grecia împreună cu Carol, pentru aș prezenta fiul regelui Constantin. Peste câteva săptămâni principele se întoarce în țară pentru a participa la ceremonia religioasă a logodnei surorii lui, Mignon cu Alexandru al Iugoslaviei. Elena rămâne în continuare cu familia sa pentru următoarele patru luni. Și se pare că a-l lăsa pe Carol singur, fie și numai pentru câteva luni, înseamnă să provoci destinul. Lilly Marcou menționează în volumul său că în această perioadă Carol își reia legăturile cu actrița Mirella Marcovici, deplasările sale pe ruta București-Paris devin tot mai dese, iar scrisorile trimise stau mărturie reluării idilei.  În final Carol se încumetă  și se reîntoarce în Grecia pentru a o convinge pe principesă să revină la București. 
Vara anului 1922 stă sub semnul unei aparente armonii. Între Carol și Elena nu mai există pasiunea de anul trecut, însă continuă să își facă datoria în cadrul ceremoniilor publice, sunt implicați în proiecte sociale și deocamdată maschează cu ușurință erorile survenite în cadrul cuplului. 
Cu timpul Sitta realizează că ea și Carol nu aveau foarte multe lucruri în comun și că principele devenea pe zi ce trece tot mai plictisit. Au fost gânduri care au măcinat-o pe Elena către sfârșitul verii anului 1922, pe care și le amintește în biografia semnată de Gould Lee: "Aveam multe gusturi comune pe atunci și viața era tare plăcută. Dar pentru că educația și înclinațiile lui Carol erau fundamental deosebite de ale mele, armonia dintre noi a început să se destrame încet, încet. Și astfel am început să bănuiesc că temperamentele noastre nu erau așa de potrivite cum crezusem la început." 
Elena va pleca din nou, de data asta la Palermo, Italia după abdicarea tatălui ei, îngrijorată de faptul că o asemenea situație ar putea afecta sănătatea deja rigidă a regelui. Își va petrece timpul cu el până la decesul acestuia din ianuarie 1923.
Din corespondența care s-a păstrat de la fostele relații ale lui Carol, este evident faptul că toate femeile din intimitatea lui au fost îndrăgostite și atrase în mod special de principe, toate îl cheamă, îl regretă etc. În contextul relației cu Elena, Carol este pus pentru prima dată pe un loc secund, în inima principesei primând relația ei cu familia din Grecia. La un moment dat se umilește în a ruga-o să se întoarcă, lucru total nou pentru prințul care până atunci fusese ridicat în slavi. Devenea afectat de absența ei, chiar din cauza acestei surclasări, un ins măcinat de frustrare și apoi indiferență.
Pe deasupra, Elena suporta cu greu temperamentul pasional, tumultuos, furtunos al acestui bărbat pe care crezuse că-l iubește, dar care îi apărea în conviețuirea de zi cu zi mai degrabă grosolan. Îi reproșa lipsa de rafinament și de maniere, gusturile vulgare și faptul că avea preocupări diferite de ale ei. Adeseori își bătea joc de el și-i reproșa faptul că avea gusturi simple, nesofisticate în privința mâncării și a băuturii, hainele și uniformele prost croite, care nu purtau eticheta unor croitori de înaltă clasă.
În paralel devine din ce în ce mai apropiată de regina Maria. "Sitta umple lumea cu gropițele ei în obraji", exclama mereu suverana în memoriile sale. Cele două petrec mult timp împreună și pare că Maria aprecia în mod deosebit simțul umorului de care dădea dovadă principesa uneori: "Soacra mea mă ruga insistent să îi imit mersul printre mulțimile care o aplaudau și, când o imitam, râdea până îi dădeau lacrimile. Odată, când mă aflam în spatele ei la o ceremonie, s-a întors brusc și mi-a șoptit: <Acum fii atentă cum fac și să mă imiți mai târziu!>".
Astfel trec primii trei ani, timp în care Carol părea să aibă viața lui, preocupat de relațiile sale extraconjugale. Lumea chiar începuse să împrăștie zvonuri despre Carol și Elena Lupescu. Sitta nu se plânge deocamdată de acest fapt, deși aventura acestuia cu doamna Lupescu nu îi era străină. O considera o pasiune trecătoare.   
Peste mulți ani ea își va aminti de această perioadă și se va gândi la soluțiile, care ar fi existat pentru a-și salva căsnicia și la greșelile care ar fi putut fi evitate. (...) Ar fi fost mai bine dacă ar fi fost mai autoritară și mai aspră? Sau ar fi trebuit, dimpotrivă, să accepte compromisuri? Poate căsătoria n-a avut, de fapt nicio șansă de la început, pentru că apa și uleiul nu pot fi amestecate, sau, poate ea ar fi reușit s-o salveze dacă ar fi avut mai multă experiență de viață, dacă ar fi cunoscut bărbații mai bine și ar fi știut să lupte pentru propriile interese. Dar în momentul acela se părea că nu mai e nimic de făcut decât să accepte situația și să prezinte lumii o aparență de armonie conjugală. 
Au fost zvonuri că principesa încuraja această relație a lui Carol, și deși nu există dovezi care să aprobe speculațiile care circulau atunci, Elena simțea o oarecare constrângere de conștiință că lucrurile nu puteau fi acceptate așa cum sunt pentru mult timp: ”Eu îmi vedeam de obligațiile mele cu un aer imperturbabil, încercând astfel să dau impresia de normalitate într-o situație cât se poate de apăsătoare. <Cât timp o să mai dureze oare?> Mă întrebam, fiind sigură că numai putea dura mult, lucrurile de acest gen nu vor fi tolerate la nesfârșit.”
Conflictul domestic prinde amploarea unui scandal național, toată lumea fiind pentru încheierea relației lui Carol cu Elena Lupescu, opoziția era atât de mare încât și presa internațională a avut propria ei perspectivă asupra lucrurilor. Însă Carol este cu totul subjugat de Lupeasca și imun la fiecare lovitură de afară, astfel căsnicia lor, precum și aparențele pe care principesa încerca să le impună nu mai puteau fi salvate. 

### Plecarea lui Carol (1925)
Carol a plecat în noiembrie 1925 să reprezinte dinastia la funeraliile reginei Alexandra a Marii Britanii, dar de acolo s-a întâlnit în Franța cu Elena Lupescu, care părăsise țara. Din Italia, Carol le-a scris tatălui, mamei și soției că nu se mai întoarce în țară, anunțându-i că renunță în favoarea fiului său la succesiunea tronului. Elena s-a oferit să călătorească la Milano pentru a-l convinge pe Carol să se întoarcă, însă decizia regelui era inexorabilă și la 31 decembrie a fost anunțată renunțarea principelui.
"Toată această zi va rămâne în memorie ca lungul nostru coșmar îngrozitor în care sunt întipărite două fețe: a Majestății Sale și a Sittei. Primul devenind din ce în ce mai tras la față, din ce în ce mai distrus și mai tragic, cealaltă mai palidă, mai patetică și mai încercănata." Joi, 31 decembrie 1925
Întrucât Mihai devenea noul principe moștenitor prin actul de la 4 ianuarie 1926, la scurt timp Elena a primit titlul de „principesă mamă”, printr-o ordonanță specială, stabilindu-i-se și o listă civilă, privilegiu rezervat în genere regelui și principelui moștenitor. Următorii ani au văzut o reducere a îndatoririlor publice pe care le împărțise cu Carol, însă pe umerii ei cădea responsabilitatea educației viitorului rege al țării și realizarea faptului că în anumite cercuri era învinuită ea însăși de comportamentul lui Carol, întrucât ea nu ar fi făcut destul să îl țină alături de ea.
În vara lui 1926, animată de gândul că poate nu era prea târziu să încerce o împăcare cu soțul ei, Elena a cerut permisiunea cuplului regal de a se întâlni cu Carol în cursul vizitei sale în Italia; acesta a acceptat inițial, însă a contramandat pe ultima sută de metri. În timpul acestei vizite, Elena și mama ei regina Sofia au vegheat-o pe regina Olga a Greciei, care s-a stins la Roma.
Deși afectată de decizia soțului de a-și părăsi familia, Sitta se comportă ca o adevărată doamnă, adoptând o atitudine demnă. Situația îl va marca și pe regele Ferdinand, a cărui stare de sănătate se pare că se deteriorează rapid începând cu plecarea lui Carol.

## Mihai rege

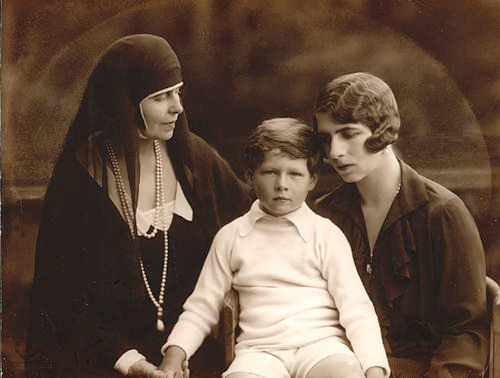
Regina Maria, Mihai și Elena

În primăvara lui 1927, în timp ce regina Maria a plecat în turneu în Statele Unite ale Americii, starea de sănătate a regelui Ferdinand, care suferea de cancer, s-a înrăutățit considerabil, Elena dedicându-și mult timp să-l îngrijească, la palatele Cotroceni și Pelișor. Acesta s-a stins la 20 iulie 1927.
La câteva ore, Mihai a fost proclamat rege al României, pe 20 iulie având loc ceremonia de depunere de către regență în numele regelui a jurământului. Politicianul și memorialistul Ion G. Duca, martor la evenimente, descria în felul următor scena:
„La Parlament, scena a fost mișcătoare, toți senatorii si deputații au aclamat îndelung pe micul Rege când a intrat împreună cu Principesa Elena și cu cei trei Regenți, în afară de reprezentanții partidului național-țărănesc, care s'au sculat în picioare cu toată adunarea, dar care au păstrat o tăcere semnificativă […] În fața acestor ovațiuni copilul, neobișnuit cu asemenea scene, s'a intimidat puțin și, instinctiv, s'a lipit de fustele mamei sale. A fost în sală un moment de intensă și legitimă emoțiune. […] Gestul instinctiv fusese simbolic, de-altminteri el nu a durat decât o clipă, Principesa Elena l-a împins ușor înainte, iar copilul […] a înaintat un pas ca și cum ar fi fost conștient de astădată de situație, salutând demn si stăpân pe el, pe reprezentanții națiunii.”
Față de actul de la 4 ianuarie și perspectiva întoarcerii prințului Carol, principalele partide politice s-au poziționat diferit. În timp ce Partidul Național Liberal a susținut regența, grăbind depunerea jurământului militar către noul rege pentru a evita formarea unui curent carlist în armată, în Partidul Național Țărănesc s-a discutat chiar aducerea în țară a lui Carol.

Situația domniei lui Mihai și implicit a Elenei a fost sigură atâta timp cât a trăit liderul Partidului Național Liberal, Ionel Brătianu. Însă Brătianu a murit subit la 24 noiembrie 1927, fiind succedat la conducerea guvernului de fratele său Vintilă Brătianu, mult mai puțin versat ca politician. Politicianul și memorialistul Argetoianu:

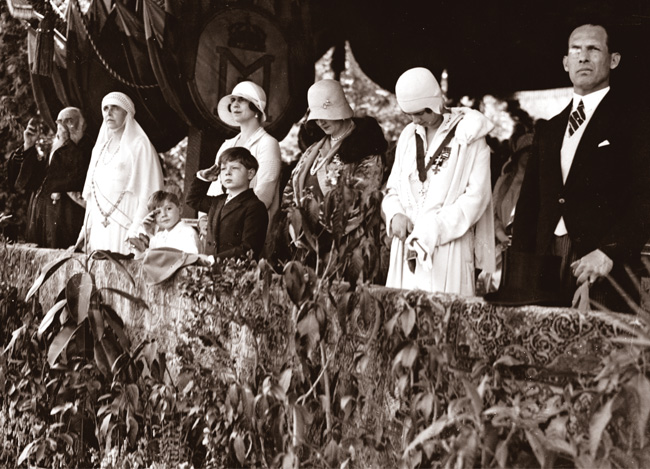
Regele Mihai într-o ocazie oficială. În tribună, de la stânga regina Maria, Elena, regina Elisabeta a Elenilor, principesa Ileana, regele George II al Elenilor (soțul Elisabetei).

„ [...] câteva cuvinte lămuritoare asupra situației politice din anul 1928 nu vor fi de prisos. De la moartea lui Ionel Brătianu, întreaga politica românească era dominată de chestiunea Prințului Carol, de «chestiunea despre care nu se mai vorbea»  — adică despre care Cenzura nu lăsa să se vorbească în gazete, căci încolo numai de asta se vorbea. […] Cât a trăit el [Ionel Brătianu, n.n.], autoritatea lui a fost suficientă pentru a ține piept tuturor valurilor […]”
Cu Mihai încă minor, a fost instituită o Regență din care făcea parte Principele Nicolae, patriarhul Miron Cristea și Gheorghe Buzdugan, președintele Curții de Casație și Justiție. Aceștia nu au avut o prea mare influență pe scena politică, fiind dominată de Partidul Liberal. Elena nu putea fi regentă, așadar ea se ocupă strict de educația și sănătatea lui Mihai.
Anul 1928 este unul dintre cei mai tracasanți ani pentru principesă. Puțina liniște de până atunci se spulberă odată cu presiunile cauzate de Carol, care dorea cu orice preț divorțul. De asemenea dispariția lui Brătianu a reprezentat o grea pierdere pentru Elena, întrucât politicianul se purtase întotdeauna frumos cu ea, înțelegându-i necazurile și luptând să-i apere drepturile. Acum principesa nu mai are o susținere puternică, nici din punct de vedere politic, dar nici moral. Principesa continuă să se aproprie de regina Maria, cu care din când în când va avea dispute pe tema educației lui Mihai. "El nu pare a nu avea niciun fel de libertate, drepturi, nicio adevărată bucurie de viață."
Elena divorțează de Carol pe data de 21 iunie 1928, căsătoria a fost desfăcută de Curtea Supremă a României din cauza nepotrivirii și abandonarea domiciliului conjugal probată prin renunțarea la tron a principelui din anul 1925. Odată pronunțat divorțul, principesa Elena i-a telegrafiat mamei sale "Am scăpat, în sfârșit, dintr-un coșmar."
Peste doi ani prim-ministrul Iuliu Maniu, depășit de situația grea în care se afla România atunci, precum și insesizabila influentă și putere a Regenței în politică, începe negocierile pentru reîntoarcerea lui Carol, văzut ca fiind singurul care putea salva țara. Elenei îi s-a recomandat să nu se opună sosirii lui, iar la 6 iunie 1930 inevitabilul se produce și Carol revine în țară. Elena este devastată. Profund legat de mama lui, Mihai a căutat să o consoleze încă din primele zile ale restaurației carliste "Am venit doar să văd dacă nu plângi iar", i-a spus mamei sale, venind la ușa camerei într-o pauză din timpul lecțiilor.

## Al treilea exil
Înainte de a fi exilată în 1932, Elena a fost supusă unor șicane și umiliri publice de către regele Carol. Prima țintă a lui a fost să își recupereze reputația. Așadar, l-a trimis pe principele Nicolae ca să o convingă să scrie o scrisoare oficială lui Carol, prin care să-i ceară să nu anuleze divorțul. El se opunea anulării divorțului mult mai înverșunat decât se opusese ea, dar cererea continuă a poporului de împăcare îl pusese într-o situație penibilă. I se pretindea practic să se încrimineze pentru a acoperi greșelile lui Carol. Principesa încearcă să argumenteze în fața principelui Nicolae motivele pentru care nu i-se pare corect să formuleze această scrisoare, iar la presiunea și insistențele cumnatului său, care a anunțat-o că nu pleacă fără să obțină respectiva scrisoare de refuz, principesei i-a venit ideea să anuleze conținutul scrisorii printr-o formulare care ar dovedi că nu fusese scrisă din proprie inițiativă. Drept urmare, spre marea furie a lui Carol, scrisoarea a fost nulă și el nu s-a putut folosi de ea.
Pe 13 iunie 1930 Elenei i s-a comunicat că regele Carol nu a dorit să semneze decretul prin care să i se confere rangul și titlul de regină. I s-a spus că el scosese stiloul din buzunar și tăiase personal cuvântul regină, și a aprobat restul, "Majestatea Sa Elena". Principesa a realizat că această titulatură este lovită de nulitate, că reprezintă doar un început de titlu, fără de care formula de adresare nu avea nicio semnificație.
După reîntoarcerea Lupeascăi în țară, lucrurile încep să devină greu de suportat pentru Elena. Nu putea lupta, nu se putea opune, nu avea dreptul să facă declarații sau să se revolte. I se cerea doar un singur lucru: să nu aibă niciun cuvânt de spus. În jur erau numai comploturi și oameni în care nu se putea încrede.
Cu timpul nu mai participă la festivitățile publice, i se retrage titlul onorific de colonel al Regimentului 9 Roșiori, a fost pusă sub supraveghere, și a fost izolată de politicieni și chiar de prietenii ei. De asemenea, cea mai mare frică a principesei era faptul că ar fi putut pierde orice șansă de aș vedea fiul dacă continua să reziste loviturilor lui Carol. Elena beneficia de o susținere puternică din partea populației, iar asta nu făcea decât să scindeze țara între ea și rege. Astfel, cu cât rămânea mai mult în România, cu atât mai mult agrava reputația lui Carol și trebuia eliminată.

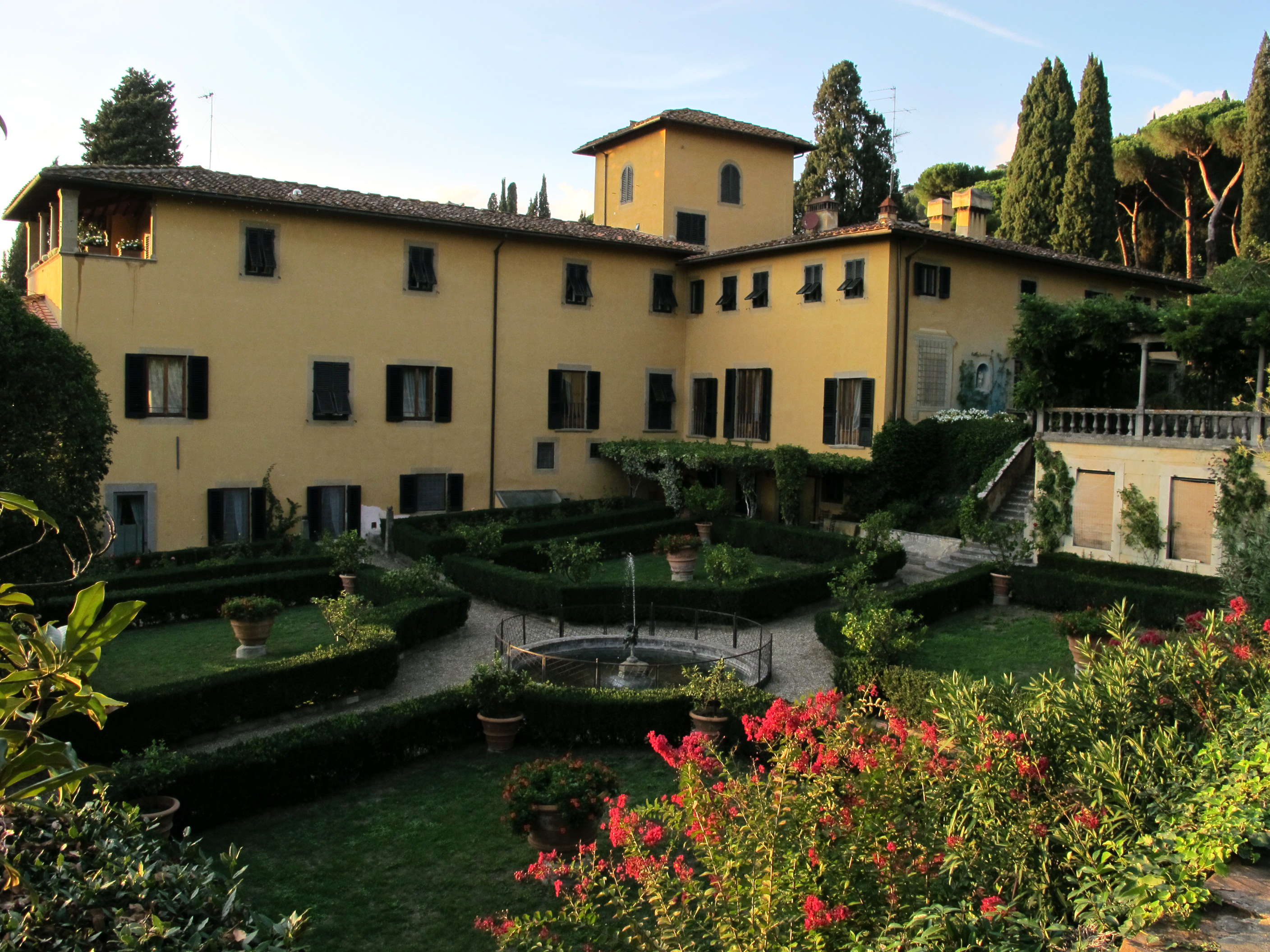
Villa sparta, ext., 13

Iuliu Maniu va fi cel care va iniția ideea plecării "Alteța Voastră trebuie să înțeleagă faptul că regele este absolut convins că prezența dumneavoastră îl împedică să se concentreze asupra problemelor guvernării, că din cauza voastră țara este divizată, că dumneavoastră sunteți deja pe punctul de a deveni centrul opoziției fată de el."
La 17 februarie 1932, a fost încheiat un acord între Elena și Carol, parafat de guvern, în baza căruia se stabilea în străinătate. Ea avea dreptul de a veni în țară timp de patru luni pe an pentru a fi alături de fiul său Mihai (cu aprobarea expresă a regelui). În schimb, Elena se angaja să nu desfășoare activități politice și să nu angajeze discuții despre regele României. Din acel moment, principele moștenitor Mihai a locuit la Palatul Regal împreună cu tatăl său. Însă în timp avea s-o revadă pe mama sa două luni pe an, la reședința acesteia din Florența, Villa Sparta.
Sitta a fost dusă pe străzi pustii până la gară, unde a fost obligată să ia Orient Expresul de la ora 23:00. Plecarea ei fusese ținută departe de ochii opiniei publice, iar de-a lungul peronului era un cordon de polițiști. Așa s-a petrecut ieșirea din țară a unei femei care în urmă cu unsprezece ani, venise aici să fie regină.
"Când mi-am luat rămas bun de la Nicoleanu, ochii i s-au umplut de lacrimi. Mi-a sărutat mâna, dar glasul i s-a frânt când a zis: <Acesta este cea mai dificilă sarcină din viața mea. Dumnezeu să vă binecuvânteze. Veți fi întotdeauna a noastră.>"